# Colin Roscoe
Colin Roscoe (* 30. Juni 1945) ist ein ehemaliger walisischer Snookerspieler, der nach dem Gewinn der walisischen Snooker-Meisterschaft im Jahre 1981 zwischen 1981 und 1995 insgesamt vierzehn Jahre lang als Profispieler aktiv war.

## Karriere

### Anfänge als Amateur
Erstmals machte Roscoe auf sich aufmerksam, als er 1976 das Halbfinale der walisischen Snooker-Meisterschaft erreichte und dort gegen Alwyn Lloyd verlor. Nachdem er im folgenden Jahr im Viertelfinale verloren hatte, erreichte er 1979 mit Siegen über Mike Hallett, Billy Kelly und Joe Johnson das Finale des nördlichen Qualifikationswettbewerbes für die English Amateur Championship, wo er Dave Martin unterlag. Noch im selben Jahr erreichte er mit einem Sieg über Jim Chambers das Finale der Pontins Spring Open, in dem er sich dem mehrfachen Weltmeister John Spencer geschlagen geben musste.
Auch ein Jahr später erreichte er erneut das Finale des nördlichen Qualifikationswettbewerbs der englischen Meisterschaft, in dem er mit 3:8 jedoch erneut gegen Dave Martin verlor. Ein Jahr später besiegte er bei der walisischen Meisterschaft unter anderem Alwyn Lloyd, bevor er im Endspiel durch einen 9:5-Sieg über Elwyn Richards zum walisischen Meister wurde. Im Anschluss daran wurde Roscoe Profispieler.

### Erste Profijahre
Zu Beginn seiner ersten Profisaison erreichte Roscoe sowohl bei den International Open als auch bei der UK Championship die dritte Runde und verlor bei der Welsh Professional Championship sein Auftaktspiel. Zum Ende der Saison besiegte er in der Qualifikation für die Snookerweltmeisterschaft den Kanadier Bernie Mikkelsen, bevor er in der finalen Runde dem Engländer Willie Thorne unterlag und somit eine Platzierung auf der Weltrangliste verpasste und somit ungesetzt blieb.
Ab der folgenden Saison wurden schrittweise neben der Snookerweltmeisterschaft in den Status eines Ranglistenturnieres erhoben. Zum Beginn der Saison erreichte Wilson bei einem dieser Turniere, den International Open, die Runde der letzten 32, bevor er im Anschluss daran beim Professional Players Tournament sein Auftaktspiel verlor. In der restlichen Saison verlor er bei der UK Championship in der Runde der letzten 48 gegen Mark Wildman, nahm erfolglos am International Masters teil und verlor bei der Welsh Professional Championship und in der Qualifikation für die Snookerweltmeisterschaft seine Auftaktspiele. Dennoch konnte er sich am Ende der Saison erstmals auf der Weltrangliste platzieren und belegte in der folgenden Saison Rang 46.
In der Saison 1983/84 verlor Roscoe allerdings bei den International Open, beim Professional Players Tournament, bei der UK Championship und bei der Welsh Professional Championship seine Auftaktspiele und nahm zudem erneut erfolglos am International Masters teil. Im Gegensatz dazu erreichte er beim Classic, mittlerweile auch ein Weltranglistenturnier, mit Siegen über George Ganim, Graham Miles und Bill Werbeniuk das Achtelfinale und verlor in diesem gegen Terry Griffiths. Am Ende der Saison besiegte er zudem in der Qualifikation für die Snookerweltmeisterschaft den Schotten Bert Demarco, bevor er zwei Runden vor der Hauptrunde gegen den Iren Paddy Browne verlor. Daraus folgte hinsichtlich der Weltrangliste eine Verbesserung von sieben Plätzen auf Rang 39.
Die nächste Saison begann für Roscoe mit einer Teilnahme an der Runde der letzten 48 der International Open und einer Teilnahme an der Runde der letzten 64 des Grand Prix. Bei den folgenden fünf Turnieren bis zum Saisonende konnte Roscoe allerdings nicht ein einziges Mal sein Auftaktspiel gewinnen, wobei er lediglich bei der UK Championship in seiner Partie gegen Jack McLaughlin den Entscheidungsframe erreichte, diesen jedoch verlor. Auf der Weltrangliste verlor der dennoch nur sechs Plätze.

### Jahre außerhalb der besten 64
In der Saison 1985/86 verlor Roscoe nur noch vier Auftaktspiele und erreichte stattdessen bei der Matchroom Trophy mit einem Sieg über Geoff Foulds, bei den British Open mit einem Sieg über Bernie Mikkelsen und bei der Qualifikation für die Snookerweltmeisterschaft erneut gegen Geoff Foulds die Runde der letzten 64, in der er Cliff Wilson, John Parrott und Warren King unterlag. Infolgedessen rutschte er auf der Weltrangliste auf Rang 74 ab.
In der folgenden Saison verlor Roscoe nur noch beim Grand Prix sein Auftaktspiel und unterlag bei der Welsh Professional Championship im Viertelfinale gegen Doug Mountjoy. Abgesehen davon erreichte er bei der UK Championship, beim Classic und bei den British Open die Runde der letzten 64 sowie bei den International Open und in der Qualifikation für die Snookerweltmeisterschaft die Runde der letzten 96. Auf der Weltrangliste bedeutete dies dennoch ein Verlust von vier Plätze, durch den er nun auf Rang 78 platziert war.
Auch in der Saison 1987/88 verlor Roscoe zwei Auftaktspiele, erneut bei der Welsh Professional Championship sowie bei der UK Championship. Zudem schied er beim Grand Prix und erneut in der Qualifikation für die Snookerweltmeisterschaft in der Runde er letzten 96 sowie bei den International Open als auch bei den British Open in der Runde der letzten 64 aus. Beim Classic erreichte er mithilfe von Siegen über Paul Watchorn, Wayne Jones und Eddie Charlton die Runde der letzten 32 und unterlag dort dem Engländer Tony Knowles. Dies reichte in Hinsicht auf die Weltrangliste für eine Verbesserung auf Rang 67, wodurch er nur knapp den Wiedereinstieg in die besten 64 Ränge verpasste.

### Jahre in den Top 50
Im Laufe der Saison 1988/89 verlor Roscoe wieder vier Auftaktspiele und erreichte mit Siegen über Mike Watterson und Graham Cripsey das Achtelfinale des zweiten WPBSA-Non-Ranking-Events. Abgesehen davon schied er bei den International Open und bei den European Open in der Runde der letzten 96 sowie beim Classic in der Runde der letzten 64 aus. Im Gegensatz dazu zog er sowohl beim Canadian Masters als auch bei der UK Championship und dazu ebenfalls bei den British Open in die Runde der letzten 32 ein, bevor er jeweils in dieser Runde David Taylor, Stephen Hendry und Tony Meo unterlag. Auf der Weltrangliste verbesserte er sich somit auf Rang 48.
Mit der nächsten Saison stieg die Zahl seiner Auftaktniederlagen auf sechs an. Allerdings erreichte er auch bei den Hong Kong Open, beim Grand Prix und beim Classic die Runde der letzten 64 und zudem mit Siegen über Barry Pinches und Jimmy White die Runde der letzten 32 der Asian Open, in der er Peter Francisco unterlag. Sein bestes Saison- und gleichzeitig bestes Ergebnis seiner Karriere erreichte er allerdings bei den European Open, wo er Mark Wildman, Peter Francisco, John Virgo und Nick Dyson besiegte, bevor er im Viertelfinale Steve James unterlag. Dennoch behielt er auf der Weltrangliste seinen 48. Platz.
Auch in der Saison 1990/91 verlor Roscoe mehrere Auftaktspiele, die Zahl derer stieg nunmehr auf sieben an. Im Gegensatz dazu erreichte er allerdings auch die Runde der letzten 64 der Asian Open sowie die Runde der letzten 32 des Non-ranking-Turnieres International One Frame Shoot-Out sowie die des Grand Prix und der UK Championship. Zudem besiegte er bei den British Open Dave Gilbert, John Parrott und Eddie Charlton, bevor er im Achtelfinale gegen Steve Davis verlor. Auf der Weltrangliste konnte er sich infolgedessen um vier Plätze verbessern.

### Letzte Profijahre
In der Saison 1990/91 konnte Roscoe die Zahl seiner Auftaktniederlagen auf fünf reduzieren, wobei er abgesehen davon beim Einladungsturnier World Seniors Championship mit einem Sieg über Cliff Thorburn das Viertelfinale erreichte. Bei den Ranglistenturnieren erreichte er beim Dubai Classic, beim Classic und bei den European Open die Runde der letzten 64 sowie bei den Asian Open und bei den Strachan Open die Runde der letzten 32. Auf der Weltrangliste verlor er dennoch sieben Plätze.
Doch in der nächsten Saison folgte der große Einbruch, als Roscoe nur noch bei zwei von dreizehn Turnieren überhaupt sein Auftaktspiel gewinnen konnte. Bei diesen beiden, dem zweiten Event der Strachan Challenge und den British Open, schied er zudem auch in der jeweils darauffolgenden Runde aus. Auf der Weltrangliste bedeutete dies ein Verlust von 25 Plätzen, sodass er im Folgenden auf Rang 76 platziert war.
Schon in der Saison 1993/94 reduzierte Roscoe seine Turnierteilnahmen auf neun Turniere. Dennoch setzte sich seine Niederlagenserie fort, sodass er lediglich beim Grand Prix gegen David Rippon ein einziges Auftaktspiel gewinnen konnte, ehe er Stephen Lee unterlag. Zum Saisonende unterlag er in der Qualifikation für die Snookerweltmeisterschaft mit 3:10 dem Waliser Dominic Dale. Diese Partie wurde seine letzte Profipartie. Auch wenn er in der folgenden Saison auf Rang 136 gesetzt war, bestritt er keine Spiele mehr, bevor er zum Ende der Saison 1994/95 nach vierzehn Jahren seine Profikarriere beendete.

## Erfolge
| Ausgang         | Jahr | Turnier                              | Finalgegner    | Ergebnis |
| --------------- | ---- | ------------------------------------ | -------------- | -------- |
| Amateurturniere |      |                                      |                |          |
| Zweiter         | 1979 | English Amateur Championship – North | Dave Martin    | 2:8      |
| Zweiter         | 1980 | English Amateur Championship – North | Dave Martin    | 3:8      |
| Sieger          | 1981 | Walisische Snooker-Meisterschaft     | Elwyn Richards | 9:5      |